# Andrea Rabago
Pas d'image ? Cliquez ici

a Compétitions nationales et continentales officielles uniquement.

b Matchs officiels uniquement.
Dernière mise à jour le 22 mars 2021.
Andrea Rabago, né le 13 mai 1996, est un joueur de rugby à XV français, international espagnol, évoluant au poste de demi d'ouverture, centre et d'ailier.

## Biographie
Andrea Rabago débute le rugby au CS nuiton, où il évolue jusqu'en 2014. Il rejoint alors le Stade dijonnais, où évoluait son père Mariano dans les années 1980. Alors en Fédérale 2, à tout juste 18 ans, il profite de la blessure d'un coéquipier pour s'installer comme titulaire.
L'année suivante le club est promu en Fédérale 1, ce qui n'empêche pas Andrea Rabago d'être titularisé à 9 reprises, surtout à l'ouverture. Ses bonnes prestations lui permettent d'intégrer l'équipe d'Espagne. Il joue peu la saison suivante, avant de revenir en force en 2018-2019. Déplacé au centre, il joue 16 rencontres, puis 12 en 2019-2020.
Sur le plan international, il s'affirme en 2019, disputant les cinq rencontres du championnat d'Europe, chose qu'il réitère en 2020 (trois rencontres disputées avant l'interruption de la compétition par la pandémie de Covid-19).
En 2021, il fait toujours partie de l'effectif dijonnais pour le nouveau championnat de Nationale. En fin d'année, il est non conservé par le club. Courtisé par plusieurs clubs, dont son club formateur de Nuits-Saint-Georges, il choisit finalement de rejoindre l'US Marmande pour « voir totalement autre chose ». A Marmande, il sera semi-professionnel, exerçant comme conseiller clientèle en banque en parallèle de son activité rugbystique.

## Statistiques

### En club
| 2016-2017 | Stade dijonnais | 9  | 69  |
| 2017-2018 | Stade dijonnais | 2  | 0   |
| 2018-2019 | Stade dijonnais | 16 | 38  |
| 2019-2020 | Stade dijonnais | 12 | 31  |
| 2020-2021 | Stade dijonnais | 14 | 17  |
| 2016-2021 | Total           | 53 | 155 |

### En sélection
| Année | Compétition       | Matchs | Points | Essais | Transf. | Drops | Pénal. |
| ----- | ----------------- | ------ | ------ | ------ | ------- | ----- | ------ |
| 2017  | Coupe des Nations | 2      | -      | -      | -       | -     | -      |
| 2018  | Test              | 1      | -      | -      | -       | -     | -      |
| 2019  | REC               | 5      | 19     | -      | 5       | -     | 3      |
| 2019  | Test              | 1      | 14     | 1      | 3       | -     | 1      |
| 2020  | REC               | 3      | 12     | -      | 3       | -     | 2      |
| 2020  | Test              | 2      | 5      | 1      | -       | -     | -      |
| Total | Total             | 14     | 50     | 2      | 11      | -     | 6      |

| Essai | Adversaire | Lieu                               | Compétition | Date              | Résultat | Score |
| ----- | ---------- | ---------------------------------- | ----------- | ----------------- | -------- | ----- |
| 1     | Hong Kong  | Stade national Complutense, Madrid | Test match  | 23 novembre 2019  | Victoire | 29-7  |
| 1     | Uruguay    | Stade Charrúa, Montevideo          | Test match  | 1er novembre 2020 | Victoire | 20-32 |